# Elisabetta di Henneberg

Stemma del Casato di Henneberg

Elisabetta di Henneberg (1318 circa – 6 dicembre 1377) è stata una nobildonna tedesca.

## Biografia
Era figlia di Bertoldo VII, conte di Henneberg-Schleusingen, e di Adelaide d'Assia.

## Discendenza
Sposò Giovanni II di Norimberga ed ebbero cinque figli:
- Margherita, sposò Stefano II di Baviera;
- Elisabetta;
- Anna;
- Adelaide;
- Federico.